# De Tramhalte
De Tramhalte is  een monumentaal pand in het centrum van Blerick, een stadsdeel van de Nederlandse gemeente Venlo. Het pand staat aan het Raodhoesplein op het adres Antoniusplein 5.
Aan het plein staan ook het Café De Paerdskoel en het voormalige Raadhuis van Blerick.

## Geschiedenis
Omstreeks 1890 werd het pand gebouwd.
Tot aan het begin van de 20e eeuw lag het pand bij een tramhalte waaraan het haar naam ontleent.
Sinds 1985 wordt het pand beschermd als gemeentelijk monument.

## Bouwwerk
Het pand is in neoclassicistische stijl gebouwd en heeft drie traveeën en twee bouwlagen. Rond de rechthoekige vensters en deur van beide bouwlagen zijn pilasters aangebracht die aan de bovenzijde bekroond worden door een fronton.